# Аппер-Берн Тауншип (округ Беркс, Пенсільванія)
Аппер-Берн Тауншип (англ. Upper Bern Township) — селище (англ. township) в США, в окрузі Беркс штату Пенсільванія. Населення — 1606 осіб (2020).

## Демографія
Згідно з переписом 2010 року, у селищі мешкали 1734 особи в 694 домогосподарствах у складі 496 родин. Було 751 помешкання
Расовий склад населення:
| - 96,5 % — білих - 0,9 % — чорних або афроамериканців - 0,5 % — азіатів - 0,1 % — корінних американців - 1,0 % — осіб інших рас |

До двох чи більше рас належало 1,0 %. Частка іспаномовних становила 2,7 % від усіх жителів.
За віковим діапазоном населення розподілялося таким чином: 20,8 % — особи молодші 18 років, 66,1 % — особи у віці 18—64 років, 13,1 % — особи у віці 65 років та старші. Медіана віку мешканця становила 43,5 року. На 100 осіб жіночої статі у селищі припадало 109,7 чоловіків;  на 100 жінок у віці від 18 років та старших — 105,8 чоловіків також старших 18 років.
Середній дохід на одне домашнє господарство  становив 63 450 доларів США (медіана — 60 268), а середній дохід на одну сім'ю — 73 167 доларів (медіана — 71 563). Медіана доходів становила 46 250 доларів для чоловіків та 33 125 доларів для жінок. За межею бідності перебувало 8,4 % осіб, у тому числі 16,5 % дітей у віці до 18 років та 10,1 % осіб у віці 65 років та старших.
Цивільне працевлаштоване населення становило 864 особи. Основні галузі зайнятості: освіта, охорона здоров'я та соціальна допомога — 20,5 %, виробництво — 14,0 %, роздрібна торгівля — 13,7 %.